# Progresistas Vigueses
Progresistas Vigueses fue un partido político de ámbito municipal de la ciudad gallega de Vigo (España) liderazgo por Manoel Soto. En las elecciones autonómicas gallegas de 2001 formó parte de Democracia Progresista Galega y poco antes de las elecciones municipales del 2003 se unió a la Unión Galega de Agustín Arca Fernández. Obtuvo un concejal en las elecciones de 1999 (el propio Manoel Soto) y dos en 2003 (Manoel Soto y Agustín Arca). Tras la muerte de Agustín Arca ocupó su puesto el pescador y patrón de barco Xulio Alonso Vázquez. En 2004 se integró en el Partido Galeguista, sin que esta lista fuese capaz de revalidar los resultados de Progresistas Vigueses en Vigo en las elecciones municipales de 2007, perdiendo su representación en el consistorio.
- Datos: Q3398576